# Westchester SC
El Westchester SC es un equipo de fútbol de los Estados Unidos que juega en la USL League One, la tercera división nacional.

## Historia
El 9 de mayo de 2024 se anunció que la ciudad de Westchester County, New York obtuvo una franquicia para la USL League One para la temporada de 2025.
En junio de 2024 el jugador de los New York Jets Tyrod Taylor se unió al grupo de inversores del club. El equipo reveló sus colores y la venta de entradas un mes después. El 22 de agosto de 2024 contrataron a Dave Carton como el primer entrenador en la historia del club. Carton anteriormente fue director técnico del equipo de la USL League One Charlotte Independence. El primer patrocinador del club es Northwell Health.